# 旗後礮臺
22°36′47″N 120°15′52″E / 22.6131943177226°N 120.264364135353°E
旗後礮臺即旗後砲臺，是位於臺灣高雄市旗津區旗後山上的砲臺遺址，民國七十四年（1985年）中華民國內政部公告為二級古蹟，後在民國108年（2019年）文化部公告升格為國定古蹟。

## 沿革

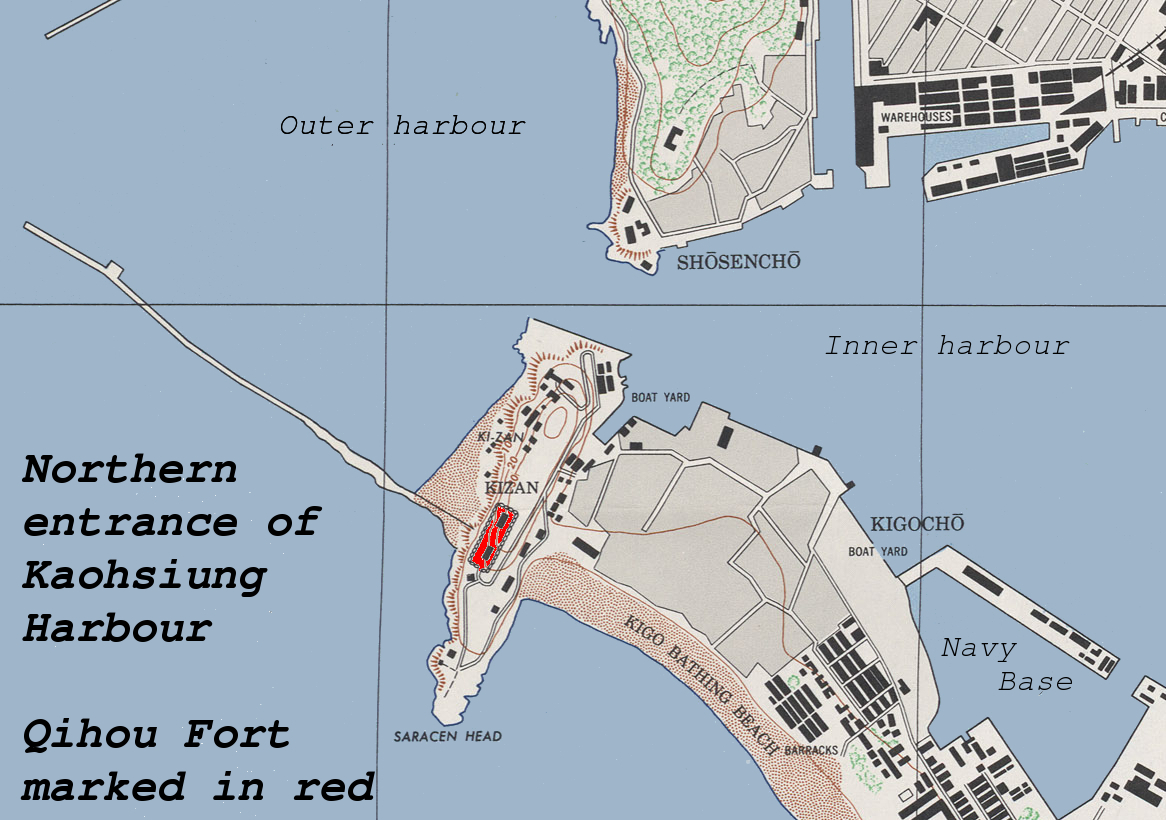
1945年二次大戰美軍繪製旗後砲臺位置的地圖，紅色框架者為旗後礮臺。

康熙二十二年（1683年），滿清擊敗明鄭，開始統治臺灣，及撥調水師把總一員，兵一百名駐紮打狗仔的旗後，旗後昔日除漁業與商港機能外，也因爲其為控制打狗港進出門戶而成為滿清在臺灣的軍事要地，根據康熙五十八年（1719年）《鳳山縣志》所記載，當時旗後汛有砲臺一大座，安置中國式大砲六門，後在道光廿二年（1840年）爆發鴉片戰爭，清廷後於旗尾山築砲臺一座以強化當地的防備。
同治十三年（1874年），日軍以琉球漂流難民被殺事件為藉口登陸恆春，即「牡丹社事件」，為扼守打狗港整體安全，清廷派船政大臣沈葆楨來臺加強海防，乃先後派准軍統領唐定奎、副將王福祿聘英籍教官哈務德（J. W. Harwood）四品總教習，依地形高度督造旗後（威震天南）、哨船頭（雄鎮北門）兩處砲臺，後再規劃籌建大坪頂砲台，三處要塞的土建工程由當時長期駐守鳳山縣的淮軍施工，後而成為共扼打狗港地區中、低射程火砲的戰力要塞。
光緒二十年（1894年）甲午戰爭爆發，旗後砲臺配置四門英製八吋阿姆斯壯後膛砲，1895年（光緒21年）2月1日，旗後砲臺游擊萬國標升任副將正辦理交接時，砲臺約1公噸的本地製火藥爆炸，爆炸原因不明，導致砲臺護牆多處龜裂、約有百名士兵喪生，劉永福後則奏劾相關8人軍官，並斬首4人，萬國標被後遭到撤職，由劉成良（劉永福義子）接任負責防務，領導修復砲臺。然而此後因應乙未戰爭，在10月15日清晨6時55分，日軍吉野號防護巡洋艦率秋津洲號防護巡洋艦等戰艦於旗後外海砲擊，旗後砲台的門額「威震天南」遭到吉野號擊中而損毀。而在日軍砲擊之前，指揮官劉成良已於清晨4時隻身前往安平。砲台因無人指揮僅發射5發砲彈。至下午2時30分，日軍登陸後則迅即佔領無人防守的砲臺。並在1896年1月對於礮臺進行詳細調查及測繪，留下準確的位置圖。
日治後期，因應太平洋戰爭因素，日軍將砲台改置成高射礮陣地，將原置放在砲台的大砲清除，並增築數座碉堡，二戰後該地區則由國軍駐守，並設置機槍堡、碉堡、營舍、隧道等處哨點，由於長期為軍事管制區，同時也因現代化的戰爭型態改變，使得礮臺的功能不再而逐漸傾頹。1988年，國軍與市府、民意代表曾就旗後山等軍事空間開放事宜進行協調，將旗後山部分設施及用地拆除交接予高雄市政府，1991年，砲臺開始經高雄市政府進行修復工程，並在1995年正式完工，砲台得以恢復大部分原貌，目前則正式開放民眾參觀，並在2019年升格為國定古蹟。然而也有部分牆面遭到遊客塗鴉，導致古蹟受到破壞的情況發生。

## 配置
旗後礮臺為中西式合璧式砲台，格局呈「目」字狀形式構造，礮臺共分為三大區域，北區為操練場，中區為指揮區，南區裝設大礮，厚牆的內側則為兵房，兵房上有四座礮座，過去西側安置兩尊大砲，南北邊各安置一尊，原上另設置鋪設軌道，可架大砲之鐵輪。營舍設在砲台牆垣的內側，以鐵、水泥及紅磚為主要建材，並以密集的木樑與厚實的鐵水泥層構成。地面磚砌踏階則以花式圖案鋪砌，操場西側的空間設置一座灰泥砌築的翹頭案，具有祭祀用處。
旗後砲台的營門有二處，原主入口朝東南方，西邊則有一小側門，主入口在方位符合中國傳統的風水觀念，營門以中國式八字門為設計，門額橫楣題「威震天南」，兩邊門牆上以磚砌成樣式不同的「囍」字，營門經修復後，在乙未戰爭被日艦毀損的門額字體則依據古照片「天南」二字恢復，以存歷史之真。

## 圖片

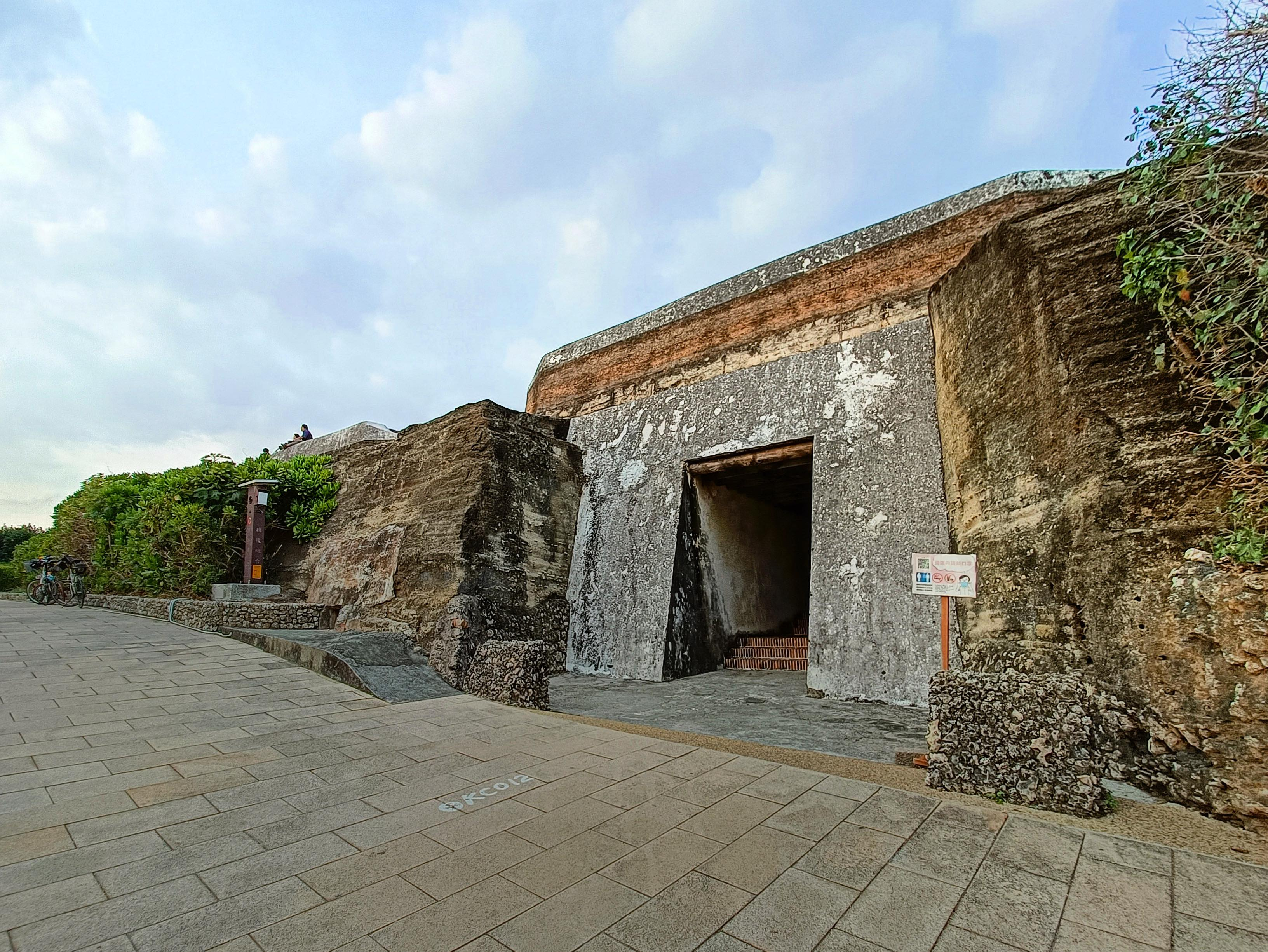
旗後砲臺今入口處
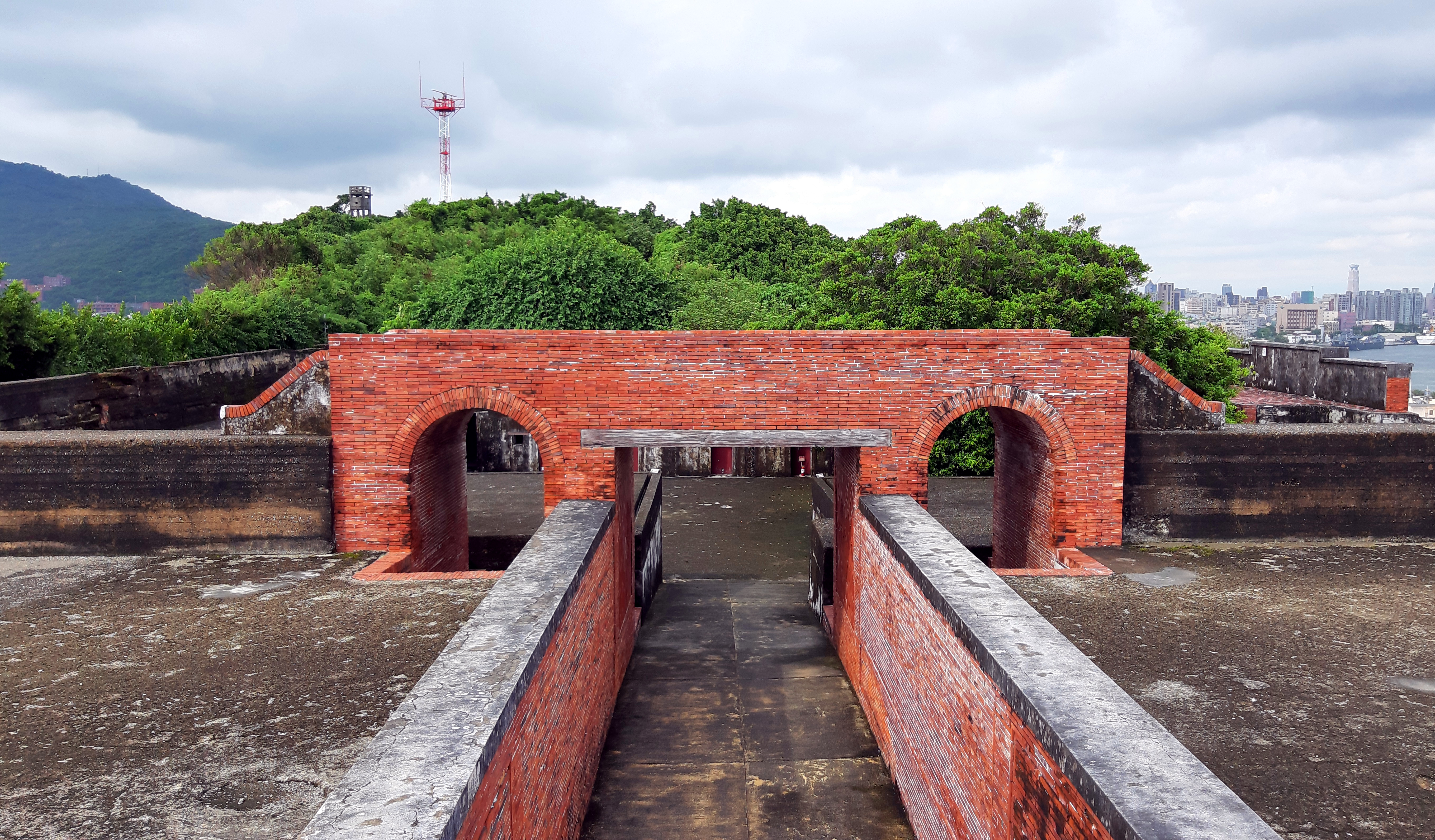
旗後砲臺操練場的門廊
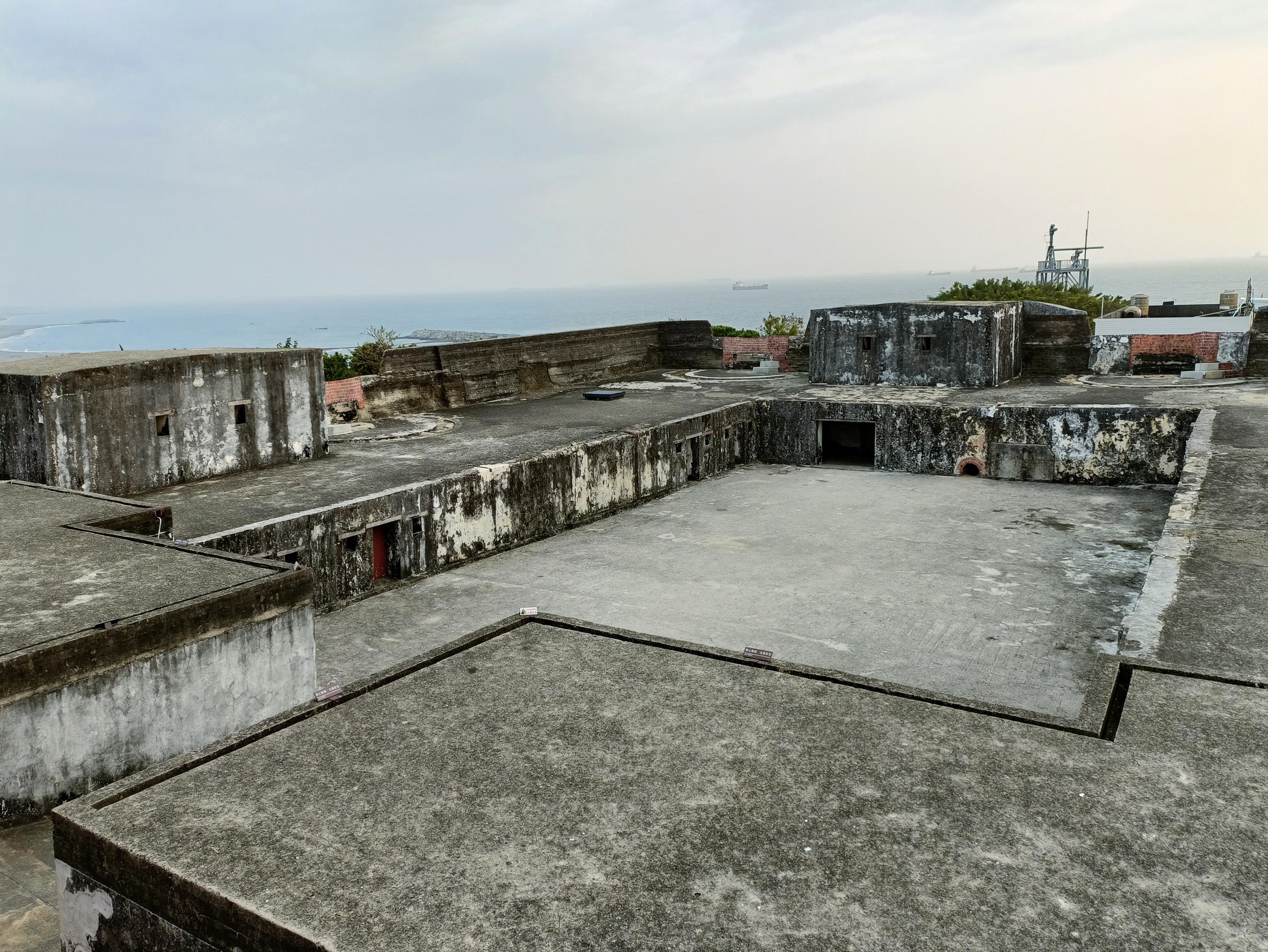
旗後砲臺的操練場
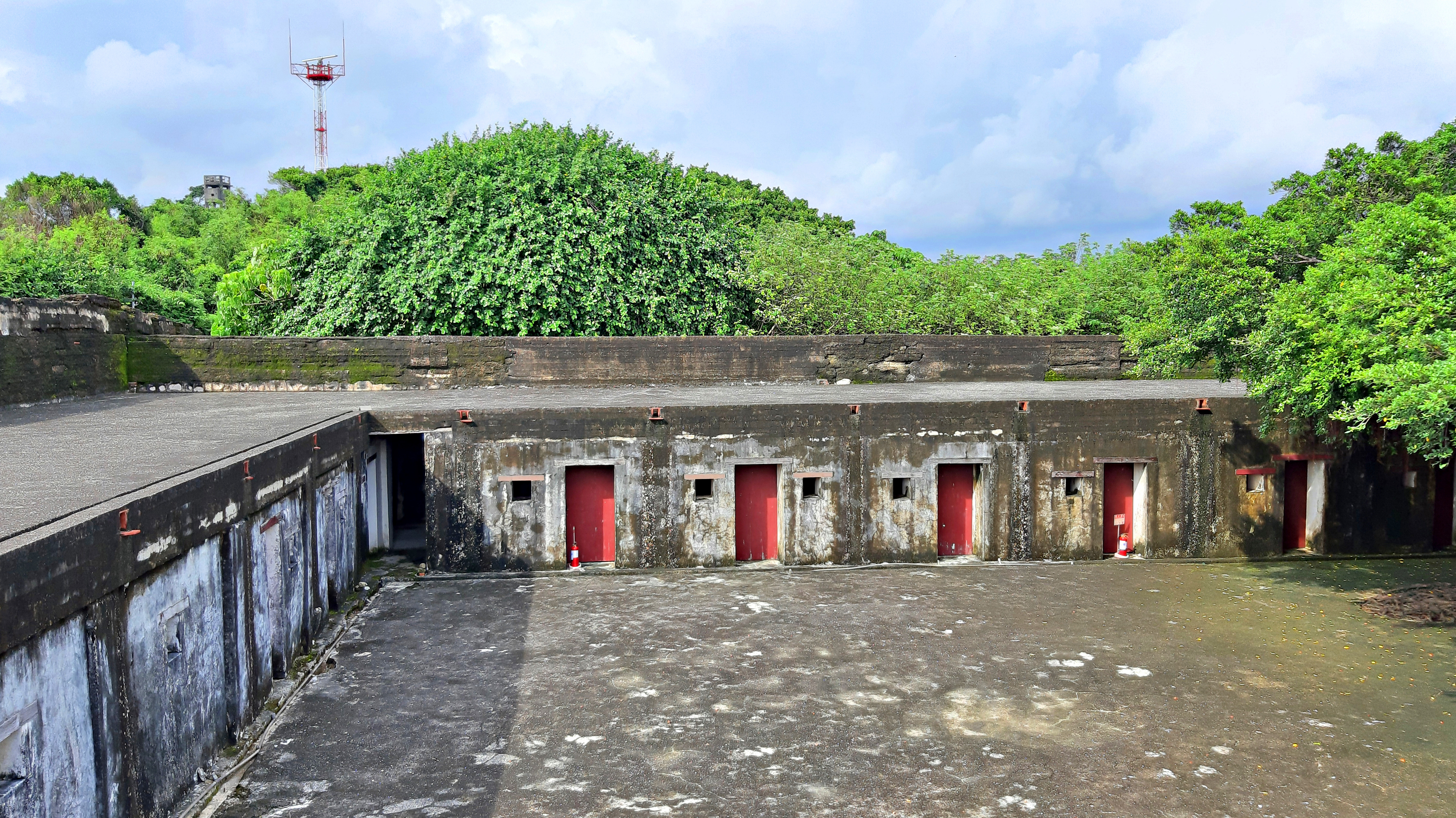
砲臺病房與兵房設施

## 外部連結
- 旗後砲台——文化部文化資產局 （页面存档备份，存于）
- 旗後砲台——文化部iCulture （页面存档备份，存于）
- 旗後砲台——高雄旅遊網 （页面存档备份，存于）